# Psectrocladius armatus
Psectrocladius armatus är en tvåvingeart som beskrevs av Andersen 1937. Psectrocladius armatus ingår i släktet Psectrocladius och familjen fjädermyggor.
Artens utbredningsområde är Grönland. Inga underarter finns listade i Catalogue of Life.